# Liste des îles de Corse

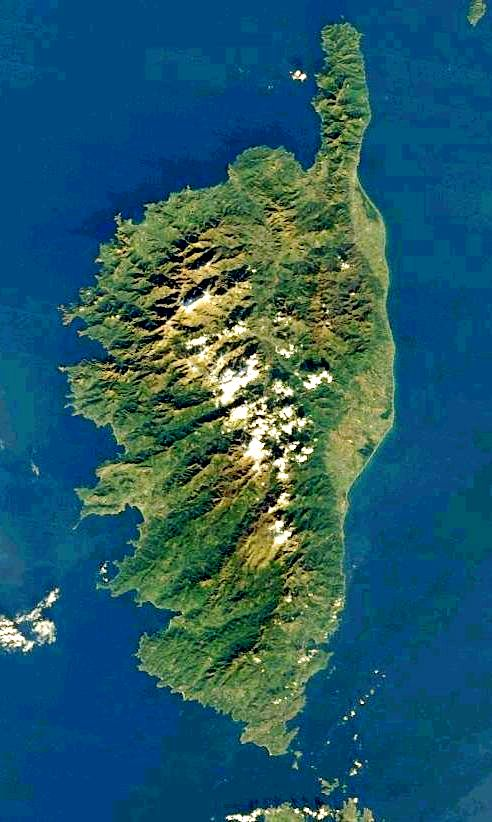
La Corse vue de satellite

Les côtes de la Corse constituent un véritable archipel. Sur la bonne centaine d'îles qui le composent, beaucoup ne sont que des rochers en mer, de simples récifs, inhabitées à de rares exceptions. « Elles ont été récemment qualifiées d'îles « satellites » par les géographes italiens » de l'Istituto Geografico Militare in L'Universo

## Toponymie
Le nom de ces îlots s'attache très souvent au registre des étymologies populaires et légendaires, composant un lexique insulaire imprécis, riche en variantes et variations.
Par exemple, il existait dans le port de Bastia un récif dit du lion (Leone) détruit au XIXe siècle, et un autre dans le port de Calvi dit de Léon car un pêcheur avait l'habitude d'y attacher son filet au début du XXe siècle.
Autre exemple, le petit récif a zecche d'Erbalunga (Brando) relève d'une pluralité d'interprétations. Ce mot qui signifie « tique » ou « brisant » en corse, est à rapprocher de a secca signifiant « à sec », souvent donnés aux écueils situés le long des côtes. 
Leurs noms seront mentionnés dès les XVe et XVIe siècles sur les cartes marines maures notamment. Mais ce n'est qu'au XVIIIe siècle qu'ils feront l'objet de recensements exhaustifs comme ceux de Bellin.
Si certains îlots empruntent le nom d'un accident de relief voisin, un cap ou promontoire côtier, d'autres portent des noms d'une bête ou d'un saint. Ou encore, les îles Finocchiaruolo, à la pointe du Cap Corse, une dénomination très ancienne liée probablement à la présence de fenouil (en italien finocchio).

## Liste
L'énumération, la localisation et la superficie des îlots satellites de la Corse sont l'œuvre de G. Paradis (2004). Les numéros sont donnés d'après Lanza & Poggesi (1986), complétés par Guyot & al. (1991-1992) et Paradis (2004).
D'après la superficie, Arrigoni & Bocchieri (1996) distinguent cinq catégories : grande île (plus de 500 ha), moyenne à grande île
(de 100 à 500 ha), île moyenne (de 10 à 100 ha), petite île (de 1 à 10 ha) et îlot proprement dit (moins de 1 ha).
Le tableau montre que seule, l'île Cavallo (120) fait partie de la catégorie « moyenne à grande île », les îles Pinareddu (7), Forana (15), Piana (18), Lavezzu (30), Mezzu Mare (70) et Gargalu (102) font partie de la catégorie « île moyenne ».
| Nom                                   | Localisation              | Commune                     | Superficie (m²) | Altitude | Distance de la côte (m) | Numéro |
| ------------------------------------- | ------------------------- | --------------------------- | --------------- | -------- | ----------------------- | ------ |
| Giraglia (île de la)                  | Cap Corse                 | Ersa                        | 96 450          | 65       | 1340                    | 1      |
| Terra (îlot di)                       | Finocchiarola             | Rogliano                    | 8 600           | 6        | 170                     | 2      |
| Mezzana (îlot)                        | Finocchiarola             | Rogliano                    | 7 900           | 12       | 390                     | 3      |
| Finocchiarola (îlot)                  | Finocchiarola             | Rogliano                    | 14 800          | 27       | 550                     | 4      |
| Fautea (îlot)                         | Punta di Fautea           | Zonza                       | 5 250           | 21       | 10                      | 5      |
| Roscana (îlot)                        | Golfe de Pinarellu        | Zonza                       | 3 150           | 19       | 900                     | 6      |
| Pinarellu (île de)                    | Golfe de Pinarellu        | Zonza                       | 208 600         | 52       | 30                      | 7      |
| Pinarellu (rocher de)                 | Golfe de Pinarellu        | Zonza                       | 3 300           | 12       |                         | 8      |
| Cornuta (île de)                      | Baie de San Ciprianu      | Zonza                       | 11 540          | 15       | 350                     | 9      |
| San Ciprianu (île de)                 | Baie de San Ciprianu      | Zonza                       | 38 930          | 24       | 250                     | 10     |
| San Ciprianu (rocher de)              | Baie de San Ciprianu      | Lecci                       | 2 320           | 3        | 25                      | 11     |
| Ziglione (rocher de)                  | Golfe de Porto-Vecchio    | Porto-Vecchio               | 2 350           | 13       | 170                     | 12     |
| Farina (îlot)                         | Sud de Punta di a Chiappa | Porto-Vecchio               | 15 160          | 21       | 25                      | 13     |
| Vacca (rocher de la ou îlot de la)    | Îles Cerbicale            | Porto-Vecchio               | 4 800           | 24       | 3200                    | 14     |
| Forana (île)                          | Îles Cerbicale            | Porto-Vecchio               | 154 800         | 34       | 1800                    | 15     |
| Maestro Maria (îlot)                  | Îles Cerbicale            | Porto-Vecchio               | 28 200          | 5        | 1700                    | 16     |
| Maestro Maria (îlot nord)             | Îles Cerbicale            | Porto-Vecchio               | 3 800           | 3        | 1600                    | 17     |
| Piana (île)                           | Îles Cerbicale            | Porto-Vecchio               | 174 900         | 36       | 1600                    | 18     |
| Pietricaggiosa (île)                  | Îles Cerbicale            | Porto-Vecchio               | 45 800          | 20       | 2100                    | 19     |
| Grand Toro (îlot)                     | Îles Cerbicale            | Porto-Vecchio               | 16 200          | 34       | 6300                    | 20     |
| Petit Toro (îlot)                     | Îles Cerbicale            | Porto-Vecchio               | 5 100           | 29       | 6400                    | 21     |
| Toro Piccolo (1er rocher du)          | Îles Cerbicale            | Porto-Vecchio               | 1 100           |          |                         | 22     |
| Toro Piccolo (2e rocher du)           | Îles Cerbicale            | Porto-Vecchio               | 600             |          |                         | 23     |
| Torello (îlot)                        | Îles Cerbicale            | Porto-Vecchio               | 3 000           |          |                         | 24     |
| Folaca (îlot de la)                   | Sud de Palombaggia        | Porto-Vecchio               | 3 720           | 11       | 250                     | 25     |
| Folachedda (rocher de la)             | Sud de Palombaggia        | Porto-Vecchio               | 990             | 8        | 10                      | 26     |
| Folachedda (rocher au NW de la)       | Sud de Palombaggia        | Porto-Vecchio               | 210             |          |                         | 27     |
| Acciaju nord (rocher d')              | Capu d'Acciaju            | Porto-Vecchio               | 1 250           | 5        | 20                      | 28     |
| Acciaju sud (rocher d')               | Capu d'Acciaju            | Porto-Vecchio               | 1 450           | 4        | 120                     | 29     |
| Lavezzu (île)                         | Îles Lavezzi              | Bonifacio                   | 729 370         | 40       | 3600                    | 30     |
| îlot A                                | Îles Lavezzi              | Bonifacio                   | 25 940          |          |                         | 31     |
| îlot B                                | Îles Lavezzi              | Bonifacio                   | 23 910          |          |                         | 32     |
| îlot C (îlot du Silène)               | Îles Lavezzi              | Bonifacio                   | 6 400           | 15       | 3600                    | 33     |
| îlot D                                | Îles Lavezzi              | Bonifacio                   | 4 220           |          |                         | 34     |
| îlot E                                | Îles Lavezzi              | Bonifacio                   | 21 090          |          |                         | 35     |
| îlot F                                | Îles Lavezzi              | Bonifacio                   | 9 700           |          |                         | 36     |
| îlot G}                               | Îles Lavezzi              | Bonifacio                   | 16 560          |          |                         | 37     |
| îlot H                                | Îles Lavezzi              | Bonifacio                   | 7 320           |          |                         | 38     |
| îlot K (îlot de la Sémillante)        | Îles Lavezzi              | Bonifacio                   | 32 500          | 17       |                         | 39     |
| îlot L                                | Îles Lavezzi              | Bonifacio                   |                 |          |                         | 40     |
| Cavallo (île)                         | Îles Lavezzi              | Bonifacio                   | 1 204 530       | 32       | 2300                    | 41     |
| Camaro Santo (îlot)                   | Îles Lavezzi              | Bonifacio                   | 3 690           |          |                         | 42     |
| San Bainsu (îlots nord et sud)        | Îles Lavezzi              | Bonifacio                   | 18 750          |          |                         | 43     |
| Grand îlot de Sperduto                | Îles Lavezzi              | Bonifacio                   | 10 710          | 12       |                         | 44     |
| Petit îlot de Sperduto                | Îles Lavezzi              | Bonifacio                   | 3 030           |          |                         | 45     |
| Grande île Porraggia                  | Îles Lavezzi              | Bonifacio                   | 16 600          | 19       | 1700                    | 46     |
| Petite île Porraggia                  | Îles Lavezzi              | Bonifacio                   | 6 900           | 6        | 1700                    | 47     |
| Ratino (îlot)                         | Îles Lavezzi              | Bonifacio                   | 49 050          | 15       | 1400                    | 48     |
| Ratino (rocher sud de)                | Îles Lavezzi              | Bonifacio                   | 3 300           |          |                         | 49     |
| Ratino (rocher ouest de)              | Îles Lavezzi              | Bonifacio                   | 1 250           |          |                         | 50     |
| Ratino (rocher est de)                | Îles Lavezzi              | Bonifacio                   |                 |          |                         | 51     |
| Piana (île)                           | Îles Lavezzi              | Bonifacio                   | 64 500          | 9        | 300                     | 52     |
| Saint Antoine (île)                   | Cap de Pertusato          | Bonifacio                   | 6 070           |          |                         | 53     |
| Grain de Sable (îlot)                 | Falaises de Bunifaziu     | Bonifacio                   | 1 650           |          |                         | 54     |
| Ria de Bunifaziu (îlot)               | Goulet de Bunifaziu       | Bonifacio                   | 600             |          |                         | 55     |
| Fazziu (Grand îlot du)                | Fazziu                    | Bonifacio                   | 12 130          | 30       | 8                       | 56     |
| Fazziu (Petit îlot du)                | Fazziu                    | Bonifacio                   | 2 400           | 17       | 130                     | 57     |
| Tonnara (îlot sud de la)              | Tonnara                   | Bonifacio                   | 5 900           |          |                         | 58     |
| Tonnara (îlot nord de la)             | Tonnara                   | Bonifacio                   | 11 020          |          |                         | 59     |
| Tonnara (rocher nord de la)           | Tonnara                   | Bonifacio                   | 3 060           |          |                         | 60     |
| Figari (îlot de)                      | Baie de Figari            | Figari                      | 3 750           | 4        | 35                      | 61     |
| Purraja (îlot)                        | Baie de Figari            | Figari                      | 3 150           | 4        | 325                     | 62     |
| Port (îlot du)}                       | Baie de Figari            | Figari                      | 12 450          | 4        | 95                      | 63     |
| Bruzzi (grand îlot)                   | Bruzzi                    | Pianottoli-Caldareddu       | 11 550          | 6        | 180                     | 64     |
| Bruzzi (petit îlot)                   | Bruzzi                    | Pianottoli-Caldareddu       | 630             | 6        |                         | 65     |
| Bruzzi (rocher sud)                   | Bruzzi                    | Pianottoli-Caldareddu       |                 |          |                         | 66     |
| Senetosa (îlot de)                    | Capu di Senetosa          | Sartène                     | 28 850          |          |                         | 67     |
| Cala di Conca (îlot de la)            | Nord Capu di Senetosa     | Sartène                     |                 |          |                         | 68     |
| Île de Piana (Coti-Chiavari)          | Nord Punta di a Castagna  | Coti-Chiavari               | 40 330          | 9        | 35                      | 69     |
| Mezzu Mare (île)                      | Sanguinaires              | Ajaccio                     | 372 000         | 80       | 1570                    | 70     |
| Cala d'Alga (île de)                  | Sanguinaires              | Ajaccio                     | 8 000           | 30       | 1470                    | 71     |
| Isoloto (île des Cormorans)           | Sanguinaires              | Ajaccio                     | 8 700           | 33       | 1050                    | 72     |
| Porri (isola di)                      | Sanguinaires              | Ajaccio                     | 13 200          | 31       | 500                     | 73     |
| Botte (îlot)                          | Capo di Feno              | Ajaccio                     |                 | 22       | 1250                    | 74     |
| Punta di Palmentoju (rocher de la)    | Baie de Liscia            | Calcatoggio                 | 7 800           |          |                         | 75     |
| Punta Capigliolo (rocher de la)       | Baie de Liscia            | Casaglione                  | 7 150           |          |                         | 76     |
| Sainte Perpetude (îlot de)            | Spelunca                  | Cargèse                     | 928             |          |                         | 77     |
| Chiuni (îlot de)}                     | Golfe de Chiuni           | Cargèse                     |                 |          |                         | 78     |
| Sbiro (rocher ouest de)               | Capo Rosso                | Piana                       | 500             |          |                         | 79     |
| Sbiro (îlot)                          | Capo Rosso                | Piana                       | 1 733           |          |                         | 80     |
| Turghiu (rocher de)                   | Capo Rosso                | Piana                       |                 |          |                         | 81     |
| Plage (îlot de la)                    | Capo Rosso                | Piana                       |                 |          |                         | 82     |
| Orto piccolo (îlot)                   | Capo Rosso                | Piana                       | 433             |          |                         | 83     |
| Orto grande (îlot)                    | Capo Rosso                | Piana                       | 3 157           |          |                         | 84     |
| Guardiola (îlot)                      | Capo Rosso                | Piana                       | 2 848           |          |                         | 85     |
| Punta Piana (rocher ouest de)         | Capo Rosso                | Piana                       |                 |          |                         | 86     |
| Punta Piana (îlot de)                 | Capo Rosso                | Piana                       | 1 740           |          |                         | 87     |
| Girolata (îlot de)                    | Golfe de Girolata         | Osani                       | 21 534          | 11       |                         | 88     |
| Moretta (rocher de)                   | Scandola                  | Osani                       |                 |          |                         | 89     |
| Ficaja (rocher Est de)                | Scandola                  | Osani                       |                 |          |                         | 90     |
| Ficaja (îlot 2 Est de)                | Scandola                  | Osani                       |                 |          |                         | 91     |
| Ficaja (1er îlot Ouest de)            | Scandola                  | Osani                       |                 |          |                         | 92     |
| Cala Maiora (îlot de)                 | Scandola                  | Osani                       | 10 523          |          |                         | 93     |
| Cala di Ponte (îlot nord de)          | Scandola                  | Osani                       | 2 600           |          |                         | 94     |
| Sulana (îlot sud de)                  | Scandola                  | Osani                       | 3 900           |          |                         | 95     |
| Sulana (îlot de)                      | Scandola                  | Osani                       | 6 500           | 31       |                         | 96     |
| Sulana (4e rocher Nord de)            | Scandola                  | Osani                       |                 |          |                         | 97     |
| Sulana (3e rocher Nord de)            | Scandola                  | Osani                       |                 |          |                         | 98     |
| Sulana (2e rocher Nord de)            | Scandola                  | Osani                       |                 |          |                         | 99     |
| Sulana (1e rocher Nord de)            | Scandola                  | Osani                       |                 |          |                         | 100    |
| Garganellu (îlot)                     | Scandola                  | Osani                       | 11 514          | 43       |                         | 101    |
| Gargalu (îlot)                        | Scandola                  | Osani                       | 166 890         | 129      | 60                      | 102    |
| Cala di l'Oru (2e rocher Ouest de la) | Scandola                  | Osani                       | 1 200           |          |                         | 103    |
| Cala di l'Oru (1e rocher Ouest de la) | Scandola                  | Osani                       | 600             |          |                         | 104    |
| Palazzu (îlot)                        | Scandola                  | Osani                       | 3 405           | 57       |                         | 105    |
| Palazzinu (îlot)                      | Scandola                  | Osani                       | 867             |          |                         | 106    |
| Elbu (îlot occidental d')             | Scandola                  | Osani                       | 2 004           |          | 12                      | 107    |
| Furmicula (îlot d'a)                  | Scandola                  | Osani                       | 495             | 21       | 240                     | 108    |
| Elbu (rocher oriental d')             | Scandola                  | Osani                       | 2 248           |          | 12                      | 109    |
| Porri (îlot)                          | Nord de Scandola          | Galéria                     | 2 229           |          |                         | 110    |
| Elpa Nera (4e rocher d')              | Baie d'Elpa Nera          | Galéria                     |                 |          |                         | 111    |
| Elpa Nera (3e rocher d')              | Baie d'Elpa Nera          | Galéria                     |                 |          |                         | 112    |
| Ciuttonu (1er îlot est de)            | Nord du golfe de Galéria  | Galéria                     | 557             |          |                         | 113    |
| Mursetta (îlot nord de)               | Nord du golfe de Galéria  | Calenzana                   | 8295            | 23       | 15                      | 114    |
| Mursetta (îlot sud de)                | Nord du golfe de Galéria  | Calenzana                   | 7500            | 16       | 200                     |        |
| Spano (île de)                        | Nord du golfe de Calvi    | Lumio                       | 23 000          | 14       |                         | 115    |
| Brocciu (îlot du)                     | L'Île-Rousse              | L'Île-Rousse                | 9 125           | 43       |                         | 116    |
| Piana (îlot)                          | L'Île-Rousse              | L'Île-Rousse                | 4 440           |          |                         | 117    |
| Broccettu (rocher)                    | L'Île-Rousse              | L'Île-Rousse                | 750             |          |                         | 118    |
| Roya (îlot de la)                     | Golfe de Saint-Florent    | Saint-Florent (Haute-Corse) | 340             |          |                         | 119    |
| Mogliarese (rocher de)                | Cap Corse Ouest           | Barrettali                  | 1 250           |          |                         | 120    |
| Capense (île de)                      | Cap Corse Nord-Ouest      | Centuri                     | 45 000          | 13       | 30                      | 121    |
| Cala Purcili (rocher de)              | Nord Punta Scogli Rossi   | Porto-Vecchio               | 300             |          |                         | 122    |
| Santa Giulia (îlot nord de)           | Golfe de Santa Giulia     | Porto-Vecchio               | 600             |          |                         | 123    |
| Marina Salvatica (rocher nord)        | Nord du Golfe de Lava     | Calcatoggio                 | 2000            |          |                         | 124    |
| Stagnolu (îlot de)                    | Baie de Stagnolu          | Porto-Vecchio               | 800             |          |                         | 125    |
| Grand îlot de la Cala di Sciumara     | Cala di Sciumara          | Bonifacio                   | 800             | 10       | 15                      | 126    |
| Petit îlot de la Cala di Sciumara     | Cala di Sciumara          | Bonifacio                   | 300             | 8        | 20                      | 127    |